# Hush (álbum)
Hush es el segundo y último álbum de estudio del grupo femenino surcoreano Miss A. El álbum y el vídeo musical llamado «Hush» fueron lanzados el 6 de noviembre de 2013 y contiene trece canciones, incluidas siete canciones las cuales son completamente nuevas.
«Hush» fue utilizado como sencillo principal. «Come On Over» se usó para continuar la promoción del álbum en China y terminó en Corea. «Hide & Sick» se lanzó en enero de 2014. «Love Is U» se usó para finalizar la promoción del álbum.

## Lista de canciones
| Hush  |                                          |                                                |                                                 |          |  |
| N.º   | Título                                   | Letras                                         | Música                                          | Duración |  |
| 1.    | «Come on Over» (놀러와)                  | Tiger Gold                                     | Tiger Gold                                      | 3:39     |  |
| 2.    | «Hush» (허쉬)                            | E-Tribe, Min Yeon Jae/1luv                     | E-Tribe                                         | 3:06     |  |
| 3.    | «Love Is U»                              | Heuk Tae, Park Woo Sang                        | Heuk Tae, Park Woo Sang                         | 3:49     |  |
| 4.    | «Spotlight»                              | Tommy Park, Joo Hyo / Song Seung Geun          | Tommy Park, Joo Hyo / Song Seung Geun           | 3:12     |  |
| 5.    | «Hide & Sick»                            | Lee Woo Min                                    | Lee Woo Min                                     | 3:27     |  |
| 6.    | «(Mama) I'm Good»                        | Team One Sound                                 | Team One Sound                                  | 3:15     |  |
| 7.    | «Like U»                                 | Noday, Park Hye Soo                            | Noday                                           | 4:23     |  |
| 8.    | «Hush» (허쉬; Versión fiesta)            | E-Tribe, Min Yeon Jae/1luv                     | E-Tribe                                         | 3:51     |  |
| 9.    | «Touch» (터치)                           | Park Jin Young                                 | Park Jin Young                                  | 3:57     |  |
| 10.   | «Over U»                                 | Kim Eun Soo, Ursula Yancy, Billion Dollar Baby | Yoon Sung Ho, Noday                             | 3:08     |  |
| 11.   | «Time's Up»                              | Rphabet                                        | Rphabet                                         | 3:52     |  |
| 12.   | «If I Were a Boy»                        | Kim Eun Soo                                    | Jonathan Ian Green, Mads Hauge, Phil Thornalley | 2:56     |  |
| 13.   | «I Don't Need a Man» (남자 없이 잘 살아) | Park Jin Young                                 | Park Jin Young                                  | 3:30     |  |
| 45:59 |                                          |                                                |                                                 |          |  |

| Versión taiwanesa - CD/DVD |                                           |                |                |          |  |
| N.º                        | Título                                    | Letras         | Música         | Duración |  |
| 1.                         | «I Don't Need a Man» (沒有男人也能好好的) | Park Jin Young | Park Jin Young | 3:30     |  |
| 2.                         | «Hush» (Versión china)                    | Wang Yajun     | E-Tribe        | 3:06     |  |
| 49:05                      |                                           |                |                |          |  |

## Posicionamiento en listas
| Lista (2013)             | Mejor posición |
| ------------------------ | -------------- |
| Gaon Weekly album chart  | 2              |
| Gaon Monthly album chart | 8              |